# Megachile memecylonae
Megachile memecylonae is een vliesvleugelig insect uit de familie Megachilidae. De wetenschappelijke naam van de soort werd voor het eerst geldig gepubliceerd in 2011 door Michael S. Engel als Chalicodoma (Alocanthedon) memecylonae.